# Така-Суккан
Така-Суккан — исключённая из учётных данных в 1986 году деревня Иткуловского 2-й сельсовета Баймакского района БАССР. 

## История
Хутор Така-Суккан существовал в 1916—1959 гг. В 1920 г. - 17 дворов и 93 жителя. 
На  1 января 1969 года входила в  Нигаматовский сельсовет. 
Ликвидирована согласно Указу Президиума ВС Башкирской АССР от 12.12.1986 N 6-2/396 «Об исключении из учетных данных некоторых населенных пунктов». 

## Географическое положение
Расстояние до:
- районного центра (Баймак): 52 км,
- центра сельсовета (Нигаматово): 12 км,
- ближайшей ж/д станции (Сибай): 93 км.

## Население
На 1 января 1969 года проживали 269 человек; преимущественно башкиры.

## Карта
Лист карты N-40-4-II.